# Mariene ecoregio Genootschapseilanden
De Mariene ecoregio Genootschapseilanden (161) (Engels: Society Islands marine ecoregion) is een biogeografische regio en ligt in het centrale deel van de Grote Oceaan in de Mariene provincie Zuidoost-Polynesië (40) in het Marien rijk Oostelijke Indo-Pacific. De mariene ecoregio is vastgesteld door het World Wide Fund for Nature en The Nature Conservancy en is vernoemd naar de Genootschapseilanden.
In het noorden en oosten grenst het gebied aan de mariene ecoregio Tuamotu (158) en in het zuiden en zuidwesten aan de mariene ecoregio Zuidelijke Cookeilanden/Australeilanden (160).

## Geografie
De mariene ecoregio ligt in het centrale deel van de Grote Oceaan rond de Genootschapseilanden in Frans-Polynesië. Het gebied strekt zich uit van de wateren rond het eiland Motu One in het noordwesten tot het eiland Mehetia in het zuidoosten en omvat onder andere ook de wateren rond Tahiti.
Door het gebied stroomt de Zuid-Pacifische gyre.

## Biogeografie
Het gebied kent zeeleven dat houdt van tropische temperaturen.